# Hermann von Beyer
Hans Wilhelm Hermann von Beyer (* 1. September 1812 in Hameln; † 27. Dezember 1889 in Naumburg (Saale)) war ein preußischer Generalmajor.

## Leben

### Herkunft
Hermann war ein Sohn des preußischen Hauptmanns a. D. und Stadtkontrolleurs in Hameln Johann von Beyer (1769–1835) und dessen Ehefrau Karoline, geborene Treusch von Buttlar (1790–1860). Sein Vater hatte am 20. Oktober 1786 in Berlin den preußischen Adel erhalten.

### Militärkarriere
Beyer besuchte das Gymnasium in Magdeburg und trat am 24. November 1830 als Musketier in das 8. Infanterie-Regiment der Preußischen Armee ein. Bis Ende Februar 1833 avancierte er zum Sekondeleutnant und war von Februar 1836 bis April 1841 als Adjutant des Landwehr-Bataillons im 37. Infanterie-Regiment (5. Reserve-Regiment) kommandiert. Nach seiner Rückkehr in sein Stammregiment fungierte er zunächst als Adjutant des II. Bataillons und stieg Ende April 1846 zum Regimentsadjutanten auf und wurde am 9. November 1847 Premierleutnant. Als solcher nahm Beyer 1848 an der Niederschlagung der Märzrevolution in Berlin teil und war von April 1849 bis Februar 1851 als Adjutant der 10. Landwehr-Brigade sowie vom 10. März 1851 bis zum 17. August 1853 als Kompanieführer beim I. Bataillon im 8. Landwehr-Regiment kommandiert. Zwischenzeitlich zum Hauptmann befördert, wurde Beyer anschließend zum Kompaniechef ernannt. Unter Beförderung zum Major erfolgte am 19. Mai 1859 seine Versetzung in den Stab des 2. Infanterie-(Königs-)Regiment nach Stettin.
Am 8. Mai 1860 wurde er als Bataillonsführer in das 21. kombinierte Infanterie-Regiment kommandiert, aus dem zum 1. Juli 1860 das 8. Pommersche Infanterie-Regiment Nr. 61 hervorging. Beyer erhielt das Kommando über das in Neustettin stationierte Füsilier-Bataillon, avancierte am 22. September 1863 zum Oberstleutnant und wurde im Juni 1864 mit dem Sankt-Stanislaus-Orden II. Klasse mit Krone ausgezeichnet. Am 19. Mai 1866 erfolgte seine Versetzung als Kommandeur des 7. Rheinischen Infanterie-Regiments Nr. 69 nach Luxemburg und am 8. Juni 1866 die Beförderung zum Oberst. Beyer führte seinen Verband während des folgenden Krieges gegen Österreich in den Schlachten bei Münchengrätz sowie Königgrätz und wurde für sein Wirken mit dem Kronen-Orden III. Klasse mit Schwertern ausgezeichnet. Anlässlich des Ordensfestes erhielt er im Januar 1870 den Roten Adlerorden III. Klasse mit Schleife und nahm am 10. Februar 1870 mit dem Charakter als Generalmajor seinen Abschied mit Pension. Er starb am 27. Dezember 1889 in Naumburg.
1867 schrieb der General Herwarth von Bittenfeld in seiner Beurteilung: „Der Oberst von Beyer ist mit sehr günstigen Empfehlungen beim Eintritt der letzten Mobilisierung in seine jetzige Stellung getreten. Das 69. Regiment hatte, da es mit 2 Bataillonen in Mainz stand. bei seiner Vorbereitung zum Kriege mit viele Schwierigkeiten zu kämpfen und war damals noch in der Hand eines Kommandeurs, dessen durch Krankheit absorbierte Kräfte des Aufgabe nicht mehr gewachsen waren. Der Zustand des Regiments hatte darunter gelitten, und Oberst von Beyer fand ein ergiebiges Feld für seine Tätigkeit, deren Erfolge bald erkennbar wurden, wenn auch nicht gleich alles zu redressieren war. Das Füsilierbataillon fand sich bei der Avantgarde seinem Einfluß entzogen; die beiden Musketierbataillone hat er am Tage von Königgrätz im 2. Treffen der 16. Division mit Sicherheit geführt, kam mit ihnen aber nur noch in ziemlich unwirksames Granatfeuer zu Ende der Schlacht. Die Persönlichkeit des Oberst von Beyer ist mir von früher bekannt, und ich schätze denselben als einen intelligenten, diensteifrigen und diensterfahrenen Stabsoffizier, zu welchem ich viel Vertrauen habe.“

### Familie
Beyer heiratete am 10. Juni 1845 in Markersdorf Klara von Rex (1822–1907). Aus der Ehe gingen die Töchter Agnes (1848–1923) und Emma (1850–1899) hervor, die beide unverheiratet blieben.